# Messiansk jødedom
 Der er for få eller ingen kildehenvisninger i denne artikel, hvilket er et problem. Du kan hjælpe ved at angive troværdige kilder til de påstande, som fremføres i artiklen.

Messiansk jødedom er en religiøs synkretisme af kristendommen og jødedommen. Tilhængere af messiansk jødedom tror på, at Jesus – som blandt messianske jøder kendes som Yehsuah, der er navnet på hebraisk – er den jødiske Messias, og at det at tro på ham ikke nødvendigvis afskærer én fra den jødiske kultur. De fleste messianske jøder tror på treenigheden, og frelse kommer gennem tro på Jesus som ens frelser, og den jødiske lov, som messianske jøder følger, er ikke nødvendig for frelse.
Mange konvertitter til messiansk jødedom er etniske jøder og mener, at bevægelsen er en jødisk sekt.
Desuden kalder mange messianske jøder ikke sig selv for notzrim (kristne), men bruger typisk ord som maaminim, der betyder troende.
De fleste foretrækker også at kalde deres religiøse mødested for forsamlingshus eller synagoge, men ikke kirke (hebraisk: knesia).
Israels højesteret benægter dette[kilde mangler] og ser messiansk jødedom som en form for kristendom.
I 2012 var der mellem 175.000 og 250.000 messianske jøder i USA, mellem 10.000 og 20.000 i Israel og cirka 350.000 i hele verden.
Jewish University of Colorado er det eneste messianske universitet i verden i USA.